# En eaux troubles (film, 2002)
Pour les articles homonymes, voir En eaux troubles.
Pour plus de détails, voir Fiche technique et Distribution.
En eaux troubles (The Badge) est un film américain de Robby Henson (en), sorti en 2002.

## Synopsis
Dans une petite ville de l'Amérique profonde, une personne transgenre est retrouvée assassinée. Le shérif local, homophobe comme la majorité des habitants, découvre que ce meurtre pourrait impliquer des personnalités locales de haut rang. Malgré ses préjugés, il va s'obstiner à mener son enquête, se mettant à dos l'ensemble de la population et ne trouvant d'appui qu'auprès de la communauté homosexuelle qu'il méprise.

## Fiche technique
- Titre : En eaux troubles
- Titre original : The Badge
- Réalisation : Robby Henson (en)
- Scénario : Robby Henson
- Production : John Morrissey
- Pays :  États-Unis
- Langue : Anglais
- Genres:triller et policier
- Couleur : Couleur
- Son : Dolby Digital
- Année : 2002
- Durée : 103 minutes

## Distribution
- Billy Bob Thornton  (VF : Gérard Darier)  : Sheriff Darl Hardwick
- Patricia Arquette : Scarlett
- William Devane : Le juge
- Sela Ward  (VF : Céline Monsarrat)  : Carla Hardwick
- Julie Hagerty : Sœur Felicia
- Marcus Lyle Brown  (VF : Jean-Paul Pitolin)  : L'agent Jackson
- Ray McKinnon  (VF : Daniel Lafourcade)  : L'agent C.B.
- Tom Bower  (VF : Michel Modo)  : Bull Hardwick
- Thomas Haden Church : David Hardwick
- Jerry Leggio  (VF : Michel Prud'homme)  : Henry
- Audrey Marie Anderson : La serveuse adolescente
- John McConnell : Ornell
- J.C. Sealy : Rhonda Hebert
- Ron Flagge : Gooch
- Huey Alexander : Cletus
- Deana Carter : Sherry
- Jena Malone : Ashley Hardwick
- Hill Harper  (VF : Lucien Jean-Baptiste)  : Gizmo
- Cindy Roubal : Mona
- Michael Hitchcock : Luna
- Dalphanie Brown : Glena
- Elaine West : Darleen